# بيلي بيتس
بيلي بيتس (بالإنجليزية: Billy Betts)‏ (26 مارس 1864 في المملكة المتحدة - 8 أغسطس 1941 في المملكة المتحدة) هو لاعب كرة قدم بريطاني (وحمل سابقاً جنسية المملكة المتحدة لبريطانيا العظمى وأيرلندا) في مركز الدفاع. شارك مع منتخب إنجلترا لكرة القدم. أما مع النوادي، فقد لعب مع شيفيلد وينزداي وHeeley F.C. ‏ وLockwood Brothers F.C. ‏ وPyebank F.C. (1888) ‏.

## وصلات خارجية
- بيلي بيتس على موقع قاعدة بيانات كرة القدم.إي يو (الإنجليزية)
- بيلي بيتس على موقع ناشيونال فوتبول تيمز (الإنجليزية)